# Hypoleria garleppi
Hypoleria garleppi är en fjärilsart som beskrevs av Richard Haensch 1905. Hypoleria garleppi ingår i släktet Hypoleria och familjen praktfjärilar. Inga underarter finns listade i Catalogue of Life.